# Tale of a Vampire
Pour plus de détails, voir Fiche technique et Distribution.
Tale of a Vampire est un film britannico-japonais réalisé par Shimako Satō, sorti en 1992.

## Fiche technique
- Titre : Tale of a Vampire
- Réalisation : Shimako Satō
- Scénario : Shimako Satō et Jane Corbett d'après Edgar Allan Poe
- Musique : Julian Joseph
- Pays d'origine : Royaume-Uni - Japon
- Genre : horreur
- Date de sortie : 1992

## Distribution
- Julian Sands : Alex
- Suzanna Hamilton : Anne / Virginia
- Kenneth Cranham : Edgar
- Marian Diamond : Denise (as Marion Diamond)
- Catherine Ashton : Virginia (as Catherine Blake)